# Philydor
Philydor är ett fågelsläkte i familjen ugnfåglar inom ordningen tättingar. Släktet omfattar numera vanligen tre arter, varav en utdöd, med utbredning från Colombia till Argentina:
- Alagoaslövletare (P. novaesi) – utdöd
- Svartkronad lövletare (P. atricapillus)
- Kanellövletare (P. pyrrhodes)

Ytterligare sex arter placerades tidigare i Philydor, men genetiska studier visar att de står närmare andra släkten:
- Släktet Neophilydor
  - Mörkvingad lövletare (N. fuscipenne)
  - Rostgumpad lövletare (N. erythrocercum)
- Släktet Anabacerthia
  - Ockrabröstad lövletare (A. lichtensteini)
  - Roststjärtad lövletare (A ruficaudata)
- Släktet Dendroma:
  - Gråryggig lövletare (D. erythroptera)
  - Gulpannad lövletare (D. rufa)